# Burgäschi
Burgäschi (toponimo tedesco; in francese Aeschi-le-Château, desueto) è una frazione del comune svizzero di Aeschi, nel Canton Soletta (distretto di Wasseramt).

## Storia

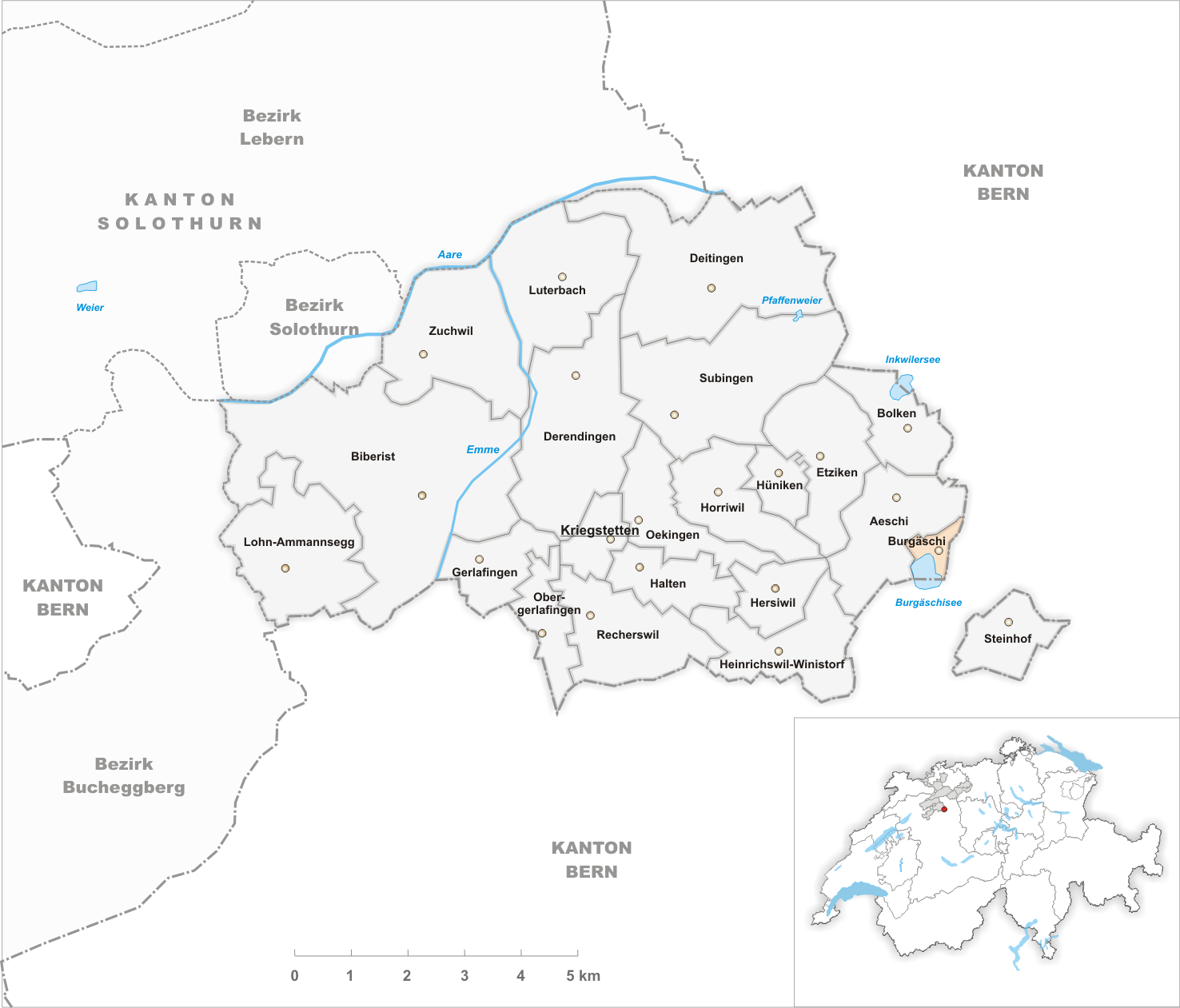
Il territorio del comune di Burgäschi prima degli accorpamenti comunali del 1994

Fino al 31 dicembre 1993 è stato un comune autonomo, istituito nel 1830 per scorporo dal comune di Aeschi; il 1º gennaio 1994 è stato nuovamente accorpato al comune di Aeschi.